# Alfonso Visconti
Alfonso Visconti (1552 Milán – 19. září 1608 Macerata) byl italský kardinál římskokatolické církve, nuncius u dvora Rudolfa II.
Pocházel ze šlechtické rodiny, jeho strýc byl kardinál Antonmaria Sauli. Studoval právo v Pavii. Po roce 1574 odešel do Říma. V letech 1589 až 1591 působil jako nuncius u císařského dvora. Roku 1591 se stal biskupem v Cervii. V letech 1595 až 1598 nuncius v Uhrách. Kardinálem byl zvolen roku 1599 (titulární kostel San Giovanni a Porta Latina, o rok později San Sisto). Je pohřben v bazilice města Loreto.